# DeShawn Stephens
DeShawn Stephens (Los Angeles, 9 ottobre 1989) è un cestista statunitense.

## Palmarès
- Campionato danese: 1

Bakken Bears: 2020-21
- Coppa di Lega israeliana: 1

Maccabi Rishon LeZion: 2018
- Coppa di Danimarca: 1

Bakken Bears: 2021